# Ungusurculus sundaensis
Ungusurculus sundaensis är en fiskart som beskrevs av Werner Schwarzhans och Møller 2007. Ungusurculus sundaensis ingår i släktet Ungusurculus och familjen Bythitidae. Inga underarter finns listade i Catalogue of Life.